# Oxokyseliny

v biochemických procesech je nepostradatelná kyselina pyrohroznová

Oxokyseliny jsou karboxylové kyseliny, které mají v řetězci mimo funkční skupinu nahrazen atom vodíku dvojnou vazbou vázaným atomem kyslíku. Patří proto mezi substituční deriváty.
Podle výsledné karbonylové skupiny se rozlišují aldokyseliny (aldehydická skupina -CH=O) a ketokyseliny (ketoskupina -CO-).

## Významní zástupci
- Kyselina glyoxalová (oxoethanová) – nejjednodušší aldokyselina, objevuje se v nezralém ovoci, má také vlastnosti aldehydů
- Kyselina pyrohroznová (2-oxopropanová, latinsky acidum pyruvicum) – kapalina ostrého zápachu, v podobě aniontu pyruvátu se objevuje v metabolismu cukrů
- Kyselina acetyloctová (acetoctová, 3-oxobutanová) – součást metabolismu lipidů, nestálá – dekarboxyluje
- Kyselina oxaloctová (oxobutandiová kyselina)
- Kyselina oxaljantarová (3-oxopropantrikarboxylová kyselina)
- Kyselina oxoglutarová (jedním z izomerů je 2-oxoglutarát)

## Názvosloví
Systematický název příslušné oxokyseliny se sestaví z názvu výchozí karboxylové kyseliny s použitím číslování a předpony „oxo-“ (případně. i násobících předpon di, tri, …). Lze použít číslování dvojího druhu:
- klasické číslování – atom C skupiny COOH má číslo 1, následující má číslo 2, … Používá se nejčastěji se systematickým názvem kyseliny.
- řecká písmena – atom funkční skupiny COOH se neoznačuje, následující má písmeno α, … Používá se nejčastěji s triviálním názvem kyseliny.

C3/βHO-C2/αO-C1OOH kyselina 2,3-dioxopropanová / α,β-dioxopropionová